# Don Lake
Donald Lake, detto Don (Toronto, 26 novembre 1956), è un attore canadese.

## Biografia
Nel 2019 è stato protagonista della serie televisiva Pup Academy. È stato inoltre nel cast principale, con il ruolo di Bradley Gregory, della serie Space Force.
È attivo anche come doppiatore, avendo prestato la voce al personaggio di Stu Hopps nel 55esimo classico Disney Zootropolis.

## Filmografia parziale

### Cinema
- Scuola di polizia (Police Academy), regia di Hugh Wilson (1984)
- Terminator 2 - Il giorno del giudizio (Terminator 2 - Judgement Day), regia di James Cameron (1991)
- Hot Shots!, regia di Jim Abrahams (1991)
- Return to Me, regia di Bonnie Hunt (2000)
- Downsizing - Vivere alla grande (Downsizing), regia di Alexander Payne (2017)

### Televisione
- Alfred Hitchcock presenta (Alfred Hitchcock presents) - serie TV, episodio 4x15 (1989)
- Doctor Doctor - serie TV, 2 episodi (1990)
- Cuori senza età (The Golden Girls) - serie TV, episodio 6x18 (1991)
- Avvocati a Los Angeles (L.A. Law) - serie TV, episodio 6x21 (1992)
- The Building - serie TV, 5 episodi (1993)
- The Bonnie Hunt Show - serie TV, 12 episodi (1995-1996)
- Willy, il principe di Bel-Air (The Fresh Prince of Bel-Air) - serie TV, episodio 5x17 (1995)
- Watching Ellie - serie TV, 16 episodi (2002-2003)
- Una mamma quasi perfetta (Life With Bonnie) - serie TV, 3 episodi (2003-2004)
- Psych - serie TV, episodio 5x15 (2010)
- How I Met Your Mother - serie TV, episodio 8x08 (2012)
- Modern Family - serie TV, episodio 3x11 (2012)
- L'uomo di casa (Last Man Standing) - serie TV, episodio 1x19 (2012)
- Family Tree - serie TV, episodio 1x06 (2013)
- Anger Management - soap opera, un episodio (2014)
- The Soul Man - serie TV, 2 episodi (2016)
- NCIS - Unità anticrimine (NCIS) - serie TV, episodi 15x23-16x04-17x15 (2018-2020)
- Pup Academy - serie TV, 19 episodi (2019)
- The Resident - serie TV, episodio 3x05 (2019)
- Space Force - serie TV, 16 episodi (2020-2022)
- Frasier - serie TV, episodio 1x05 (2023)
- Non sono ancora morta (Not Dead Yet) - serie TV, episodio 1x04 (2023)

### Doppiaggio
- Super Dave: Daredevil for Hire - serie animata, 13 episodi (1992)
- Pepper Ann - serie animata, 16 episodi (1997-2000)
- American Dad! - serie animata, episodio 3x06 (2007) - voce di Bad Larry
- Zootropolis - film d'animazione (2016) - voce di Stu Hopps
- Summer Camp Island - serie animata, 2 episodi (2019) - voce di Doc Hogsbottom
- Zootropolis + - serie animata (2022) - voce di Stu Hopps

## Doppiatori italiani
Nelle versioni in italiano delle opere in cui ha recitato, Don Lake è stato doppiato da:
- Mino Caprio in Psych, Space Force
- Gianfranco Bellini in Alfred Hitchcock presenta
- Sandro Sardone in Terminator 2 - Il giorno del giudizio
- Enzo Avolio in Hot Shots!
- Vittorio Stagni in Return to Me
- Mario Scarabelli in How I Met Your Mother
- Pieraldo Ferrante in Modern Family
- Luigi Scribani ne L'uomo di casa
- Oliviero Dinelli in Downsizing - Vivere alla grande
- Pasquale Anselmo in NCIS - Unità anticrimine
- Luca Biagini in Pup Academy
- Gianluca Machelli in The Resident
- Ambrogio Colombo in Non sono ancora morta

Da doppiatore è stato sostituito da:
- Vittorio Guerrieri in Zootropolis, Zootropolis+